# Latarnia morska Round Island
Latarnia morska Round Island – latarnia morska położona na skalistej wysepce Round Island na północy archipelagu Scilly. 
Latarnia została zbudowana przez Trynity House w końcu lat osiemdziesiątych XIX wieku i oddana do użytku w 1887 roku. Była wówczas trzecią latarnią morską wybudowaną na Scilly. Dwoma wcześniej zbudowanymi były Bishop Rock oraz Latarnia morska St. Agnes.
Wieża latarni ma przekrój okrągły i wznosi się na 19 metrów nad poziom wyspy, a lampa usytuowana jest 55 metrów nad poziomem morza. W 1966 roku został zelektryfikowana. W 1987 roku latarnia została zautomatyzowana i jest obecnie sterowana z Trinity House Operations & Planning Centre w Harwich. Emitowany sygnał świetlny: 1 błysk co 15 sekund.